# 皮諾加納區
8°7′48″N 77°42′36″W / 8.13000°N 77.71000°W
皮諾加納區（西班牙語：Distrito de Pinogana），是巴拿馬的一個行政區，位於該國東部，由達連省負責管轄，始建於1896年，面積4,901.4平方公里，2010年人口18,268，人口密度每平方公里3.73人。